# Michel Bréal
Michel Jules Alfred Bréal (født 26. marts 1832 i Landau, død 25. november 1915) var en fransk sprogforsker.
Bréal, der var født af franske forældre, studerede ved École normale i Paris, derpå i Berlin under Franz Bopp og Albrecht Weber. Efter at have været ansat ved det kejserlige bibliotek fra 1859 opnåede han 1866 den nyoprettede plads som professor ved Collège de France i sammenlignende sprogvidenskab, hvilken videnskab det væsentlig er faldet i hans lod at indføre i Frankrig. 1875 blev han medlem af Instituttet og 1879 generalinspektør for den offentlige undervisning.
Hans første arbejder behandlede emner af den sammenlignende mytologi, idet han betragter dem i sprogvidenskabens lys og navnlig polemiserer mod de tidligere gængse symbolske forklaringer (Hercule et Cacus; Le mythe de Oedipe 1863). Af stor betydning blev hans oversættelse af Bopps Grammaire comparée des langues indoeuropéennes, med udførlige og oplysende indledninger (5 bind, 1866-74).
Et hovedværk er hans udgave og udførlige fortolkning af de gamle umbriske sprogmindesmærker Les tables eugubines (1875). Som hans specialitet må nærmest betegnes latin og de beslægtede gammelitaliske sprog. Sammen med Anatole Bailly har han blandt andet udgivet Dictionnaire étymologique latin (1885, og ofte senere).
I periodiske skrifter har han offentliggjort mange åndfulde mindre afhandlinger, vedrørende etymologi og andre, mest principielle sider af sprogvidenskaben. En del af disse er samlede i Mélanges de mythologie et de linguistique (1877; 2. oplag 1882) og Essai de sémantique (science des significations) (1897). Overordentlig læseværdige er også forskellige pædagogiske arbejder, der tillige har fået betydning for undervisningens udvikling i Frankrig, navnlig Quelques mots sur l'instruction publique en France (1872; 3. oplag 1881) og Excursions pédagogiques (1882).